# 水耕栽培

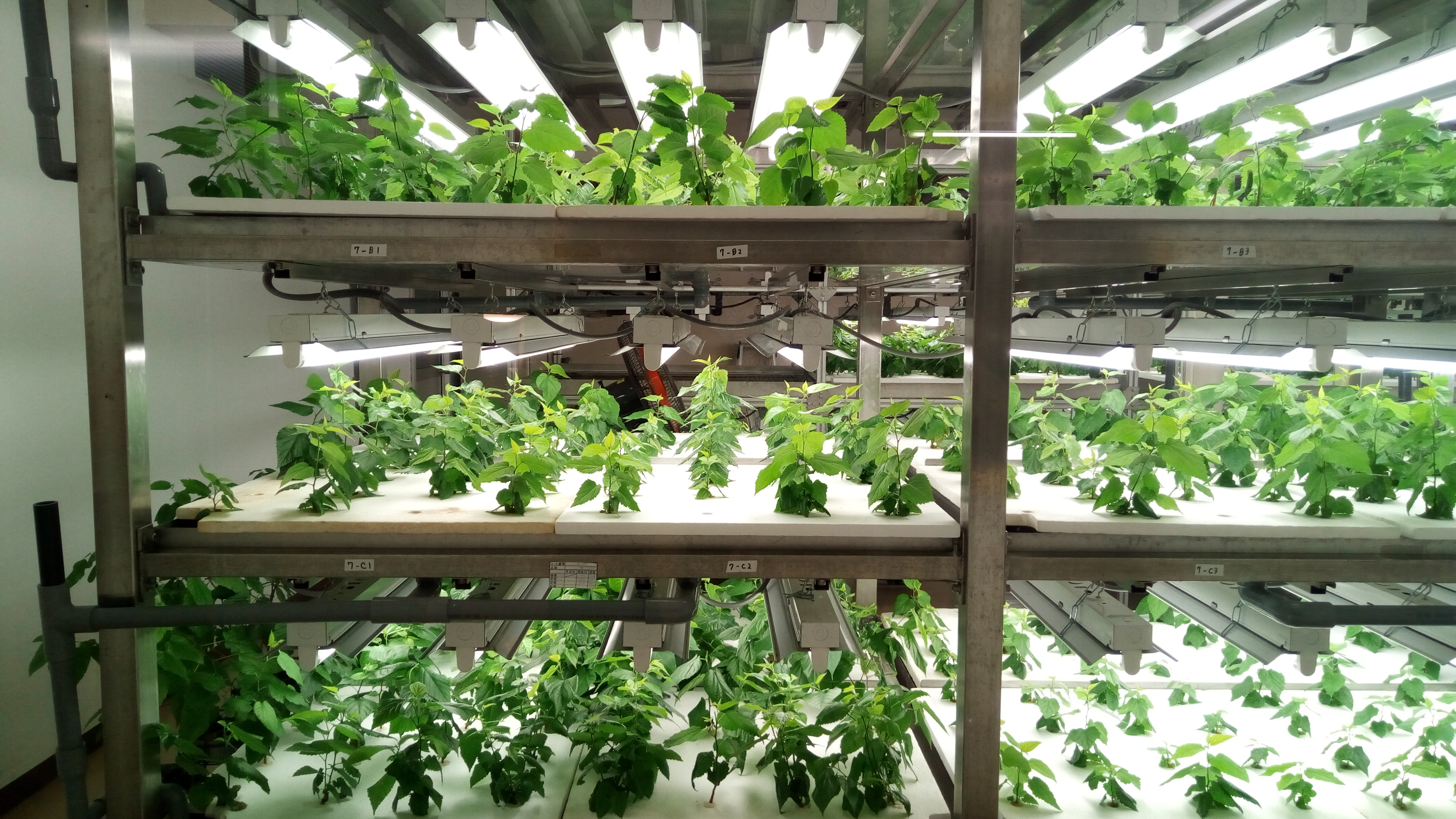
桑の水耕栽培

水耕栽培（すいこうさいばい、英語: hydroponics）とは、養液栽培のうち固形培地を必要としないもののことをいう。水耕（法）、水栽培などとも呼ばれる。農業では多くの栽培に利用され、従来は不可能といわれていた根菜類の栽培も可能となっている。園芸の分野においてもほぼ垣根無く栽培によく利用される。

## 園芸における水栽培

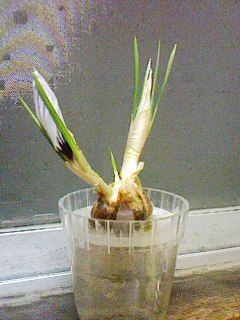
クロッカスの水栽培

土で栽培する方法では、球根からの発芽や根の状態などは地中で行われるため観察できないが、視認性の高い水耕栽培ではこれらの過程を楽しむことができる。また、鉢植えでは土壌の扱いが煩雑であるが、水栽培はそれに比べると容易である。

### 方法
ここでは球根の入手や栽培が容易なヒヤシンスとクロッカスについて述べる。
専用の容器は、ガラスやプラスチックでできているものが多い。とっくり形の物と植木鉢形があり、前者のほうが根が美しく張るが、扱いやすいのは後者である。栽培を始めるのは、東京中心で十月末くらいが良い。あまり早いと球根が腐りやすい。
球根をセットしたら、球根の底部すれすれに接するくらいに水を入れ、発根するまでは暗所に置く。根が伸びてきたら、根の半分が浸る程度の水位に調節し、明所に置く。芽が伸びてきたら、窓際などの明るい、しかも暖房機からは離れたところに置く。夜間に水が凍ると、枯れてしまうことがあるので注意する。

## 水耕栽培の種類
流動法

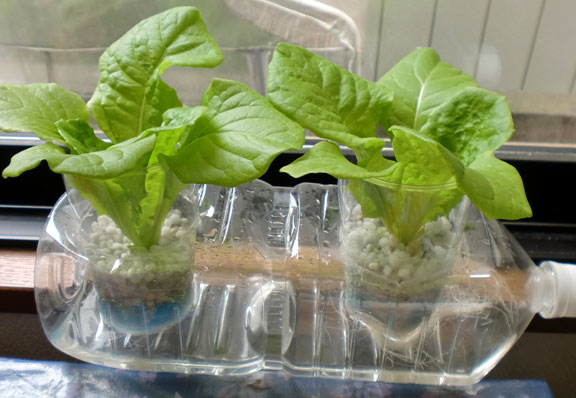
ペットボトルによる野菜の水耕栽培

- 薄膜水耕（NFT） 1～3%程度の緩やかな勾配をつけた栽培ベッドに、数ミリ程の浅い水深で培養液を循環させる栽培方法
- 湛液型水耕（DFT） DFT方式と言われる。根全体をそのまま水に漬ける。

静置法
- 毛管水耕
- パッシブ水耕
- エアロポニックス（英語版） - 栄養素のある霧を吹きかける手法

## 水耕栽培の肥料
水耕栽培では一般的に無機成分だけで構成された無機肥料を用いる。有機質肥料を加えると水が腐敗し根を傷めるので、通常は利用できないとされる。ただし、野菜茶業研究所が開発した有機養液栽培の技術を利用することで、水耕栽培でも有機質肥料で栽培することが可能である。この場合、栽培を開始する前に微生物を並行複式無機化法により培養しておく必要がある。

## 塩害地域での利用
東日本大震災の津波による塩害対策の一つとして水耕栽培が検討され、実現へ向けた取り組みも進められている。このような取り組みを支援するため、平成23年度第3次農林水産関係補正予算には、東日本大震災復興交付金（仮称）として水耕栽培設備等の整備費用が盛り込まれた。

## 日本における関連団体
- 一般社団法人日本水耕栽培推進協議会 - 水耕栽培技術の調査研究及び水耕栽培の促進などを目的に2015年11月4日設立された。